# Linia kolejowa Brno – Přerov
Linia kolejowa Brno – Přerov (Linia kolejowa nr 300 (Czechy)) – jednotorowa, zelektryfikowana linia kolejowa o znaczeniu krajowym w Czechach. Łączy Brno przez Vyškov na Moravě ze stacją Přerov. Przebiega przez terytorium kraju południowomorawskiego, zlińskiego i ołomunieckiego.